# My Dream
„My Dream” (en.: Visul meu) este o melodie compusă de Jason Cassar și Sunny Aquilina și interpretată de Thea Garrett. A reprezentat Malta la Concursul Muzical Eurovision 2010. Melodia a câștigat competiția Go Malta Eurosong 2010 pe 20 februarie 2010, obținând punctajul maxim din partea juriului și a publicului.
Jason Cassar și Sunny Aquilina au compus și cântecul Chiarei, „The One That I Love”, care a adus Maltei locul al treilea la Concursul Muzical Eurovision 1998.